# Frehley's Comet (album)
Albums de Ace Frehley
Ace Frehley
(1978) Second Sighting
(1988)
Frehley's comet est le deuxième album solo d'Ace Frehley sorti en 1987.

## Composition du groupe
- Ace Frehley – guitare rythmique, solo, chants.
- Tod Howarth – guitare rythmique, solo, claviers, chants
- John Regan – basse, chœurs
- Anton Fig – batterie, percussions

## Liste des titres
| No  | Titre                      | Auteur                                                | Chanteur(s)  | Durée |
| --- | -------------------------- | ----------------------------------------------------- | ------------ | ----- |
| 1.  | Rock Soldiers              | Ace Frehley, Chip Taylor                              | Ace Frehley  | 5:05  |
| 2.  | Breakout                   | Ace Frehley, Eric Carr, Richie Scarlett               | Tod Howarth  | 3:35  |
| 3.  | Into the Night             | Russ Ballard                                          | Ace Frehley  | 4:12  |
| 4.  | Something Moved            | Tod Howarth                                           | Tod Howarth  | 4:02  |
| 5.  | We Got Your Rock           | Ace Frehley, Marty Kupersmith                         | Ace Frehley  | 4:12  |
| 6.  | Love Me Right              | Ace Frehley, Ira Schickman                            | Ace Frehley  | 3:54  |
| 7.  | Calling To You             | Ace Frehley, Tod Howarth, Kevin Russell, Jim McClarty | Tod Howarth  | 4:20  |
| 8.  | Dolls                      | Ace Frehley                                           | Ace Frehley  | 3:28  |
| 9.  | Stranger in a Strange Land | Ace Frehley                                           | Ace Frehley  | 4:02  |
| 10. | Fractured Too              | Ace Frehley, John Regan                               | Instrumental | 3:26  |